# Варгашинська селищна рада
Варгаши́нська селищна рада (рос. Варгашинский поселковый совет) — міське поселення у складі Варгашинського району Курганської області Росії.
Адміністративний центр — селище міського типу Варгаші.
Населення міського поселення становить 12480 осіб (2017; 12629 у 2010, 13902у 2002).
18 січня 2019 року до складу міського поселення були включені території ліквідованих Барашковської сільської ради (села Барашково, Комишне, Носково, площа 286,24 км²), Варгашинської сільської ради (село Варгаші, присілок Васильки, площа 125,11 км²), Лихачівської сільської ради (село Лихачі, присілки Малопесьяна, Обміново, Старопесьяне, площа 301,48 км²), Пичугинської сільської ради (село Пичугино, присілки Березняки, Кабаньє, площа 163,89 км²), Поповської сільської ради (село Попово, присілки Моревське, Щуче, площа 210,49 км²) та Сичовської сільської ради (село Сичово, селище Роза, присілки Пестерево, Уфіна, площа 82,53 км²).

## Склад
До складу міського поселення входять:
| Населений пункт               | Населення, осіб (2002) | Населення, осіб (2010) |
| ----------------------------- | ---------------------- | ---------------------- |
| Барашково, село               | 503                    | 451                    |
| Березняки, присілок           | 11                     | 16                     |
| Варгаші, селище міського типу | 9795                   | 9254                   |
| Варгаші, село                 | 579                    | 515                    |
| Васильки, присілок            | 23                     | 12                     |
| Кабаньє, присілок             | 122                    | 77                     |
| Комишне, село                 | 52                     | 32                     |
| Лихачі, село                  | 630                    | 498                    |
| Малопесьяна, присілок         | 28                     | 18                     |
| Моревське, присілок           | 124                    | 68                     |
| Носково, село                 | 66                     | 26                     |
| Обміново, присілок            | 4                      | 5                      |
| Пестерево, присілок           | 27                     | 43                     |
| Пичугино, село                | 804                    | 758                    |
| Попово, село                  | 450                    | 346                    |
| Роза, селище                  | 54                     | 34                     |
| Сичово, село                  | 281                    | 247                    |
| Старопесьяне, присілок        | 9                      | 1                      |
| Уфіна, присілок               | 122                    | 99                     |
| Щуче, присілок                | 104                    | 49                     |
| Юрахли, селище                | 114                    | 80                     |